# Babulo (Same)
Babulo (Babulu, Bahulu) ist ein osttimoresischer Suco im Verwaltungsamt Same (Gemeinde Manufahi). Der Name „Babulo“ ist in Tetum Terik die Bezeichnung eines Reiches.

## Geographie

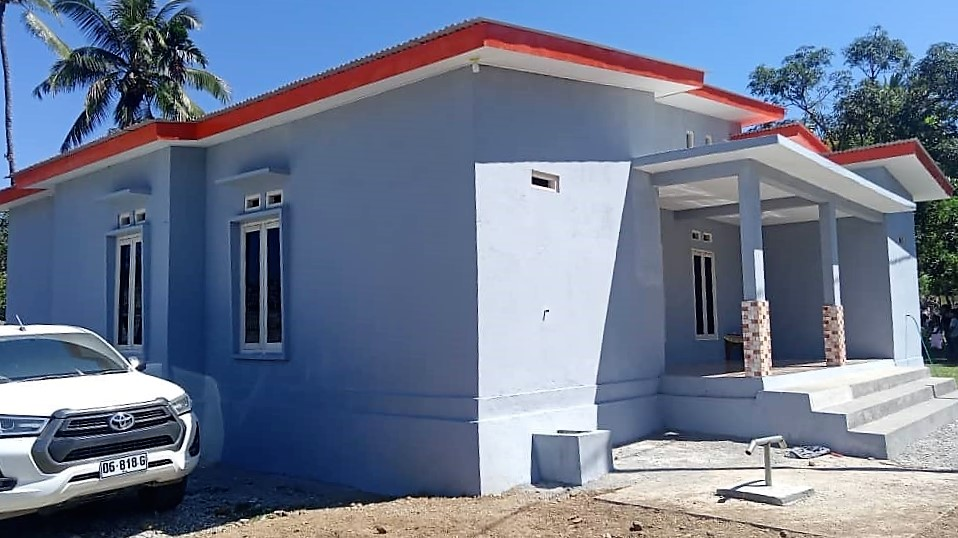
Veteranenresidenz der Kombattanten der nationalen Befreiung Sr. Agostinho Sarmento “Mau Tino”

Der Suco liegt im Zentrum des Verwaltungsamts Same. Südlich befindet sich der Suco Betano, südwestlich der Suco Dai-Sua und nördlich die Sucos Letefoho und Tutuluro. Im Osten grenzt Babulo an das Verwaltungsamt Alas mit seinem Suco Taitudac. Durch die Mitte des Sucos fließt der Fluss Caraulun. In ihn münden der im Suco entspringende Caloco und der von Nordosten kommende Sui. Babulo hat eine Fläche von 22,27 km², aufgeteilt in die acht Aldeias Lapuro, Lia-Nai, Nunu-Fu, Raimera, Searema, Turon, Uma-Liurai und Uma-Luli.
Westlich des Caraulun führt eine Überlandstraße durch Babulo, die den Süden mit der Gemeindehauptstadt Same  verbindet. Mit ihren südlichen Vororten reicht Same bis nach Babulo hinein. Die Vororte sind Manikun, Lia-Nai (Lianai), Maibuti (Maihuti), Raimera (Raimerak), Searema (Scarema, Serema), Uma-Liurai (Umaliurai, Umahurai), Nunu-Fu (Nunufu), Babulo und Lapuro (Laiuru). Etwas südlicher liegt an der Überlandstraße der Ort Turon. Auch der Ort Babulo ist ein Vorort der Gemeindehauptstadt Same und liegt im Norden des Sucos, auf einer Meereshöhe von 246 m. Hier befindet sich eine Grundschule und eine Prä-Sekundärschule. Neben den Schulen im Ort Babulo gibt es in Uma-Liurai, Turon und Lia-Nai weitere Grundschulen und eine Sekundärschule. Außerdem befindet sich im Norden des Sucos ein kommunales Gesundheitszentrum.

## Einwohner

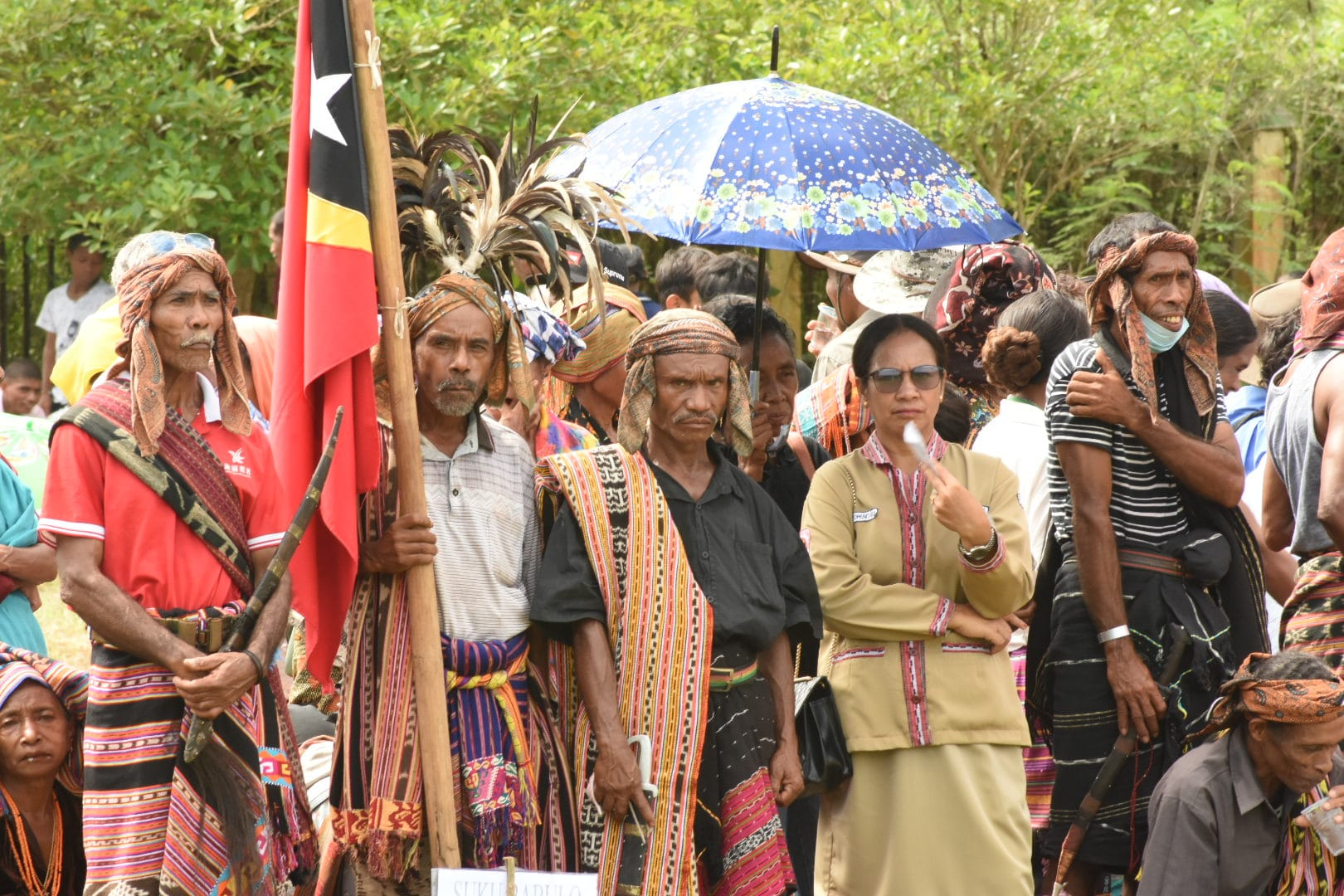
Chefe de Suco Alice de Jesus Nunes mit Suco-Vertreterin bei Feiern zum Proklamationstag (2022)

In Babulo leben 5.742 Einwohner (2022), davon sind 2.990 Männer und 2.752 Frauen. 1.869 von ihnen wohnen in einer urbanen Umgebung, 3.873 im ländlichen Teil des Sucos. Im Suco gibt es 1.017 Haushalte. Über 49 % der Einwohner geben Tetum Prasa als ihre Muttersprache an. Knapp 49 % sprechen Mambai, weniger als 1 % Bunak und eine kleine Minderheit Tetum Terik.

## Geschichte
Im Krieg von Manufahi wurde Babulo als Verbündeter des rebellischen Manufahi Ende 1900 nach viertägiger Belagerung von den Portugiesen eingenommen.
Ende 1979 gab es auch in Babulo ein indonesisches Internierungslager (Transit Camp) für Osttimoresen, die zur besseren Kontrolle von den Besatzern umgesiedelt werden sollten.
Am 5. März 2007 sollen australische Soldaten auf der Suche nach dem flüchtigen Rebellenführer Alfredo Reinado bei einer nächtlichen Durchsuchungsaktion etwa zehn Häuser in Searema zerstört haben. Die australische Armee bestreitet die Zerstörung und spricht nur von geringen Schäden, bei denen Soldaten später bei der Reparatur halfen.

## Politik
Bei den Wahlen von 2004/2005 wurde Laurindo D.R.Fernandes zum Chefe de Suco gewählt. Bei den Wahlen 2009 gewann Anselmo Tilman Soares und 2016 Alice de Jesus Nunes.